# 걸윙

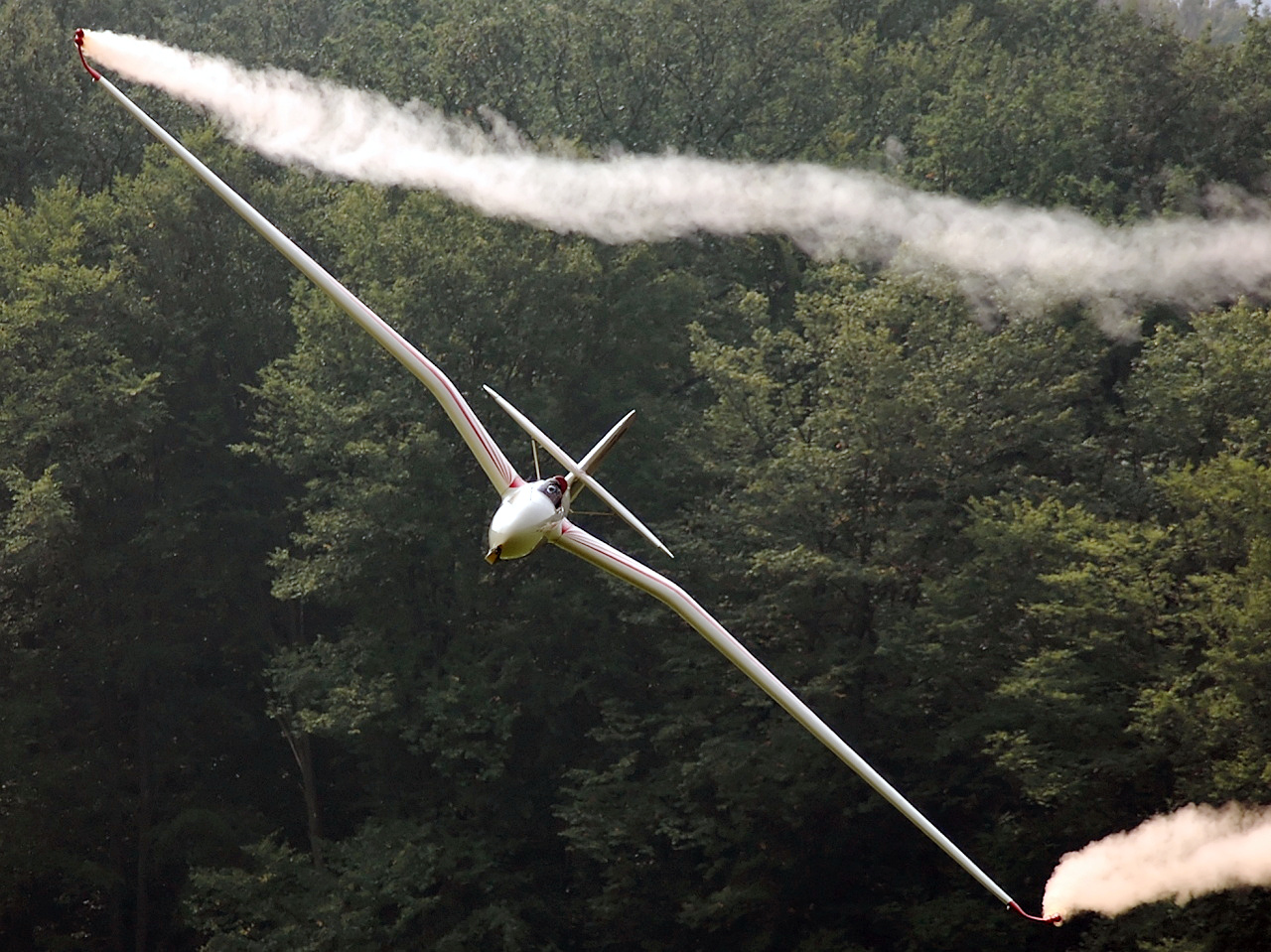
DFS 하비히트 글라이더는 걸윙 프로파일을 보여준다.

걸윙(gull wing, 갈매기 날개)은 날개 내부 부분이 날개 뿌리를 향해 눈에 띄게 구부러진 항공기 날개 구성이다. 그 이름은 이 디자인을 비행기에 사용하기 시작한 폴란드 항공기 설계자 지그문트 푸와프스키와 닮은 바닷새에서 유래되었다. 수많은 항공기가 다양한 목적을 위해 이러한 날개를 통합했다. 걸윙은 일반적으로 높은 날개 배열에서 가시성을 향상시키는 데 사용되었다. 왜냐하면 그러한 날개는 동체에 의해 가장 얇을 수 있고 이론적으로 조종사의 시야를 차체 앞 유리의 A 필러 이상으로 제한해야 하기 때문이다.
글라이더는 1921년 벨텐세글러(Weltensegler)를 시작으로 걸윙을 갖춘 최초의 항공기였다. 그 10년 말에 기록적인 파프니르(Fafnir)가 나온 후에야 이 구성이 인기를 얻었다. 고성능 글라이더 사이에서 향후 30년 동안 인기를 끌었을 뿐만 아니라 다양한 지상 항공기와 비행정도 다양한 형태의 걸윙을 채택했다. 이는 폴란드 항공 디자이너 지그문트 푸와프스키가 1920년대 후반과 1930년대 초반에 다양한 전투기를 개발한 폴란드에서 특히 두각을 나타냈다. 특히, 높은 장착형 걸윙과 함께 당대의 다양한 최첨단 기능을 갖춘 PZL P.11은 출시 당시 세계에서 가장 발전된 전투기로 묘사되었다. PZL P.11은 1930년대 중반부터 후반까지 폴란드의 주요 전투기로 사용되었으며, 추가 개발된 PZL P.24는 여러 국가의 공군에서 복무했으며 폴란드 항공기 산업에서 큰 성공을 거두었다.
다양한 비행정(Short Knuckleduster, Dornier Do 26 및 PBM Mariner 등)도 걸윙 구성을 채택했는데, 이는 주로 엔진을 물 위에 더 높게 배치할 수 있었기 때문이다. 표준 구성의 변형인 거꾸로 된 걸윙은 더 짧은 랜딩 기어의 사용을 용이하게 하고 프로펠러에 충분한 지상고를 제공하기 위해 수많은 전투기에 사용되었다. 제2차 세계 대전 당시 사용된 독일 지상 공격기 융커스 Ju 87의 가장 특징적인 특징은 반전된 형태의 걸윙 구성이다.